# Волтер Стейлі
Волтер Стейлі (англ. Walter Staley, 20 жовтня 1932 — 10 жовтня 2010) — американський вершник.
Бронзовий призер Олімпійських Ігор 1952 року в командному триборстві, учасник 1956, 1960 років.
Переможець Панамериканських ігор 1955 року в індивідуальному триборстві, срібний призер 1955 року в командному триборстві.